# Das Lied der Lämmer
Das Lied der Lämmer (jap. 羊のうた, Hitsuji no Uta) ist ein Manga von Kei Toume, der als Vorlage für einen Realfilm von 2001 sowie für eine Anime-OVA diente. Die Autorin schildert ein Horror-Drama um den jungen Kazuna, der mit einem schrecklichen Familiengeheimnis konfrontiert wird.

## Handlung
Der 17-jährige Schüler Kazuna Takashiro wächst bei seinem Onkel Eda, einem alten Freund seines Vaters, auf. Kazunas Mutter starb, als der Junge 3 Jahre alt war, und während sich sein Vater um Kazunas Schwester kümmerte, landete der Junge bei der Familie Eda. Dementsprechend hat der Junge auch kaum noch Erinnerungen an seine Familie. In letzter Zeit fühlt er sich jedoch immer schlaff und hat auch Träume an seine Kindheit. Als er das Bedürfnis verspürt, wieder das Haus, in dem der Junge mit seinen Eltern gelebt hat, zu besuchen, trifft er dort auf seine ein Jahr ältere Schwester Chizuna. Sie teilt ihm mit, dass ihr Vater tot ist und sie nun wieder in dem Haus lebt. Chizuna offenbart ihm außerdem das Familiengeheimnis, das Kazunas Eltern vor ihm verbergen wollten. Die Takashiros leiden seit Generationen unter einer genetisch bedingten Blutkrankheit. Ihrem Körper muss regelmäßig Blut von außen zugeführt werden. Das Schlimmste ist jedoch ihre Gier nach Blut, die schon viele Familienmitglieder in den Wahn geführt hat. Auch Chizuna ist seit ihrer Kindheit von dieser Blutgier gezeichnet, hofft jedoch dies mit Hilfe des Arztes Minase (einem alten Freund ihres Vaters) in den Griff zu kriegen. Und bei Kazuna, der bisher davon verschont war, beginnt die Krankheit jetzt auszubrechen.

## Entstehung und Veröffentlichung
Der Zeichner Kei Toume verwendet in der Regel weichen Bleistift und feine Tuschepinsel. Farbige Illustrationen wurden mit Ölfarbe auf Leinwand angefertigt. Der Manga erschien erstmals im Januar 1996 im japanischen Manga-Magazin Comic Burger beim Scholar-Verlag. Nach der Einstellung des Magazins wurde Das Lied der Lämmer ab November 2002 im Comic-Birz-Magazin des Gentosha-Verlages veröffentlicht. Ein Ende fand die Serie schließlich 2003. Die Geschichte wurde außerdem in sieben Taschenbücher publiziert.
In Deutschland wurde der Manga bei Tokyopop verlegt, die sieben Bände erschienen von September 2005 bis Oktober 2006 in einer Übersetzung von Alexandra Betz. Auch in den USA wurde die Serie von Tokyopop herausgegeben, hier unter dem Titel Lament of the Lamb. Bei Akata/Delcourt erschien der Manga auf Französisch, bei Comics Factory auf Russisch, bei Ringo Ame auf Polnisch und bei Magic Press auf Italienisch.

## Anime
Unter der Regie von Gisaburō Sugii, der auch das Drehbuch schrieb, entstand bei Studio Madhouse eine Adaption des Mangas als vierteiligter Anime. Das Charakterdesign entwarf Yasuhiro Seo und die künstlerische Leitung lag bei Katsuyoshi Kanemura. Für den Ton war Fusanobu Fujiyama verantwortlich und für die Kameraführung Yōichirō Satō. Die Produzenten waren Kazuhiko Soma, Masao Maruyama und Setsuko Matsuba. Die Musik komponierte Ken Miyazawa und für den Vorspann verwendete man das Lied Destiny ~Shukumei~ von Megumi Hayashibara und Tomokazu Seki.
Die Handlung des Animes orientiert sich eng an der Vorlage, geht jedoch stärker auf Kazunas Psyche und seine Entfremdung vom gewohnten Leben ein. Die vier je eine halbe Stunde langen Teile wurden ab dem 25. Mai 2003 als Original Video Animation in Japan veröffentlicht.
| Rolle             | japanischer Sprecher (Seiyū) |
| ----------------- | ---------------------------- |
| Chizuna Takashiro | Megumi Hayashibara           |
| Kazuna Takashiro  | Tomokazu Seki                |
| Akira Eda         | Jūrōta Kosugi                |
| Kinoshita         | Ken’ichi Suzumura            |
| Momoko Takashiro  | Kikuko Inoue                 |
| Emi               | Miki Nagasawa                |
| Shou Yaegashi     | Satsuki Yukino               |
| Minase            | Shin’ichirō Miki             |
| Natsuko Eda       | Yoko Sasaki                  |

## Kinofilm
Zum Manga kam auch eine Realverfilmung in die japanischen Kinos. Der Film von Regisseur Junji Hanadō wurde erstmals 2001 beim Tokyo International Film Festival vorgeführt. Er hält sich an die Vorlage, die Hauptrollen wurden besetzt mit Shun Oguri als Kazuna und Natsuki Katō als Chizuna.

## Rezeption
Der Manga wird von Jason Thompson beschrieben als „düsteres, klaustrophobes Drama“, dessen Handlung jedoch viel aufbaut, ohne entsprechend einzulösen. Toumes herber Stil passe gut zur langsam erzählten, oft wortlosen Geschichte, in der Sex und Gewalt stets ungezeigt bleibt. Die Verlegung der klassischen Vampirlegende ins ferne Japan biete eine neue, tiefgründige Interpretation des Stoffes, so die deutsche Zeitschrift AnimaniA. Das traurige Schicksal Kazunas „fesselt vor allem ältere Fans stiller Suspense-Storys vom ersten Moment an“. „Trotz des brutalen Themas gelingt es Kei Toume mit filigran ausgearbeiteten Persönlichkeiten, rätselhaften Andeutungen und gut platzierten Rückblicken eine atmosphärisch dichte Spannung ohne aufdringliche Splatter-Momente zu erzeugen. Der kaum greifbare Horror verbirgt sich in den dramatischen, inneren Kämpfen, die die Charaktere mit sich selbst ausfechten müssen“. Die Geschichte würde unterstützt durch das schlichte Artwork und nicht sehr hübsche Figuren mit „Knubbelnasen“ und „dem Thema entsprechend, […] müde, meist traurige Augen“. Der Mangaka führe den Stift scheinbar schnell, denn manchmal seien Gesichtszüge oder Proportionen verrutscht und die Linien wirkten lässig aber unruhig, was sich in den späteren Bänden aber verbessere. Hintergründe seien selten und schlicht gehalten, was jedoch auch typisch für Horror-Mangas sei.
Der „von kühlen Farben durchzogene“ Realfilm, so die AnimaniA, setze die melancholische Atmosphäre seiner Vorlage gekonnt mit weichen Rückblenden, albtraumhaft, hektischen Visionen und unzähligen stillen Momenten um. Die Anime-Umsetzung sei von hoher Qualität. So seien bekannte und beliebte Sprecher engagiert worden. Die Animationen seien ebenfalls auf gutem Niveau, auch wenn viele Standbilder und bewusste Bildwiederholungen gezeigt würden. Doch die Kameraführung glänze „mit plötzlichen, schnellen Schnitten, ungewöhnlichen Blickwinkeln und aufblitzenden Lichteffekten.“ „Stimmungsvolle Hintergründe und die blasse, düstere Farbgebung im Wechsel mit Schwarzweiß-Passagen“ verleihen der Produktion „einen irrealen Touch“. Auch die schaurige Musik und typische Horror-Toneffekte seien bemerkenswert.